# Luis Alfonso Sota Yoldi
Luis Alfonso Sota Yoldi (Pamplona, 11 de gener de 1982) és un futbolista navarrès, que ocupa la posició de migcampista.
Es va formar a les categories inferiors del CA Osasuna. Entre 2001 i 2005 va actuar al primer filial osasunista, el Promesas. Hi debuta a primera divisió amb l'esquadra navarrès a la campanya 04/05, jugant-hi un encontre.